# І сталася тьма. Рузвельт, Гітлер і західна дипломатія
«І сталася тьма. Рузвельт, Гітлер і західна дипломатія» (англ. Watching Darkness Fall: FDR, His Ambassadors, and the Rise of Adolf Hitler) — книга колишнього посла США в Люксембурзі та колишнього директора з планування політики Державного департаменту США Девіда МакКіна. Вийшла друком у листопаді 2021 року у видавництві St.Martin's Press.

## Про книжку
Історія про період до початку Другої світової війни в Європі через призму життя п'яти добре освічених і переважно багатих чоловіків, які борються за увагу людини в Овальному кабінеті. Оповідь про те, як усі посли Рузвельта в Європі, окрім одного, неправильно оцінили Гітлера та його наміри.
Ця книжка про піднесення Третього Рейху в Німеччині та шлях до війни з точки зору чотирьох американських дипломатів у Європі, які були свідками цих подій: Джозефа Кеннеді, Вільяма Додда, Брекенріджа Лонґа та Вільяма Буллітта. До початку Другої світової війни вони служили у ключових столицях Європи ― Лондоні, Берліні, Римі, Парижі і Москві. Багато в чому саме вони були першою лінією оборони Америки, а тому часто спілкувалися з президентом безпосередньо, як очі й вуха Рузвельта у світі. На жаль, більшість із них недооцінювали могутність і рішучість Адольфа Гітлера та німецького Третього рейху.

## Визнання
Статті і рецензії на книгу розміщені у різних світових ЗМІ, зокрема Washington Independent, The Wall Street Journal, Kirkus Reviews та інші.

## Переклади українською
Україномовний переклад книги вийшов у 2022 році у видавництві «Лабораторія», перекладачка — Юлія Лазаренко.